# Heliconius
Heliconius (лат.) — род дневных бабочек из подсемейства Геликонид из семейства Нимфалид.

## Описание
Около 70 видов; распространены в Центральной и Южной Америке. Сравнительно крупные бабочки с продолговатыми узкими крыльями. Размах крыльев до 6—10 см, ярко окрашены в оранжевые, красные, жёлтые цвета на общем чёрном фоне, иногда с добавлением синих и зеленоватых тонов.
Скверный запах и неприятный вкус выделяемых геликонидами веществ делают их несъедобными и тем самым защищают от птиц и других врагов. Поедая листья кормовых растений, гусеницы поглощают гликозиды, в состав которых входит цианистая группа. В процессе переваривания последних образуются цианиды.
Яркая окраска геликонид — один из классических примеров т. н. предупреждающей окраски. Морфологическое сходство принадлежащих к другим семействам бабочек (не выделяющих едких веществ) с геликонидами дало основание говорить об их приспособительном подражании (мимикрия)
При спаривании самец передаёт самке «мужской» запах, отталкивающий других самцов и сохраняющийся до 3-х месяцев — теперь самка, не тратя времени на половых партнёров, может заниматься поисками пищи и откладкой яиц.
На ночевку бабочки собираются большими группами, оставаясь неподвижными на ветвях деревьев. Стоит утром взлететь одной бабочке, как взлетают и все остальные — это ещё одна неразгаданная особенность геликонид.

## Гусеницы и куколка
Гусеницы покрыты густыми волосками. Развиваются на растениях Страстоцвете (пассифлоре). Окукливание происходит через 3 недели. Куколки покрыты волосками и внешним видом напоминают семена или плоды растений. Стадия куколки длится около 10 дней.

## Классификация
Согласно последнему номенклатурному перечню (Lamas and Jiggins, 2017), род содержит 48 видов и 345 подвидов (включая номинативные и пока еще неназванные формы), в дополнение к более чем 1500 опубликованным названиям инфравидовых морф, аберраций и гибридов, которые не признаны таковыми в соответствии с Международным кодексом зоологической номенклатуры (ICZN, 1999).
- Heliconius antiochus (Linnaeus, 1767) Heliconius cydno

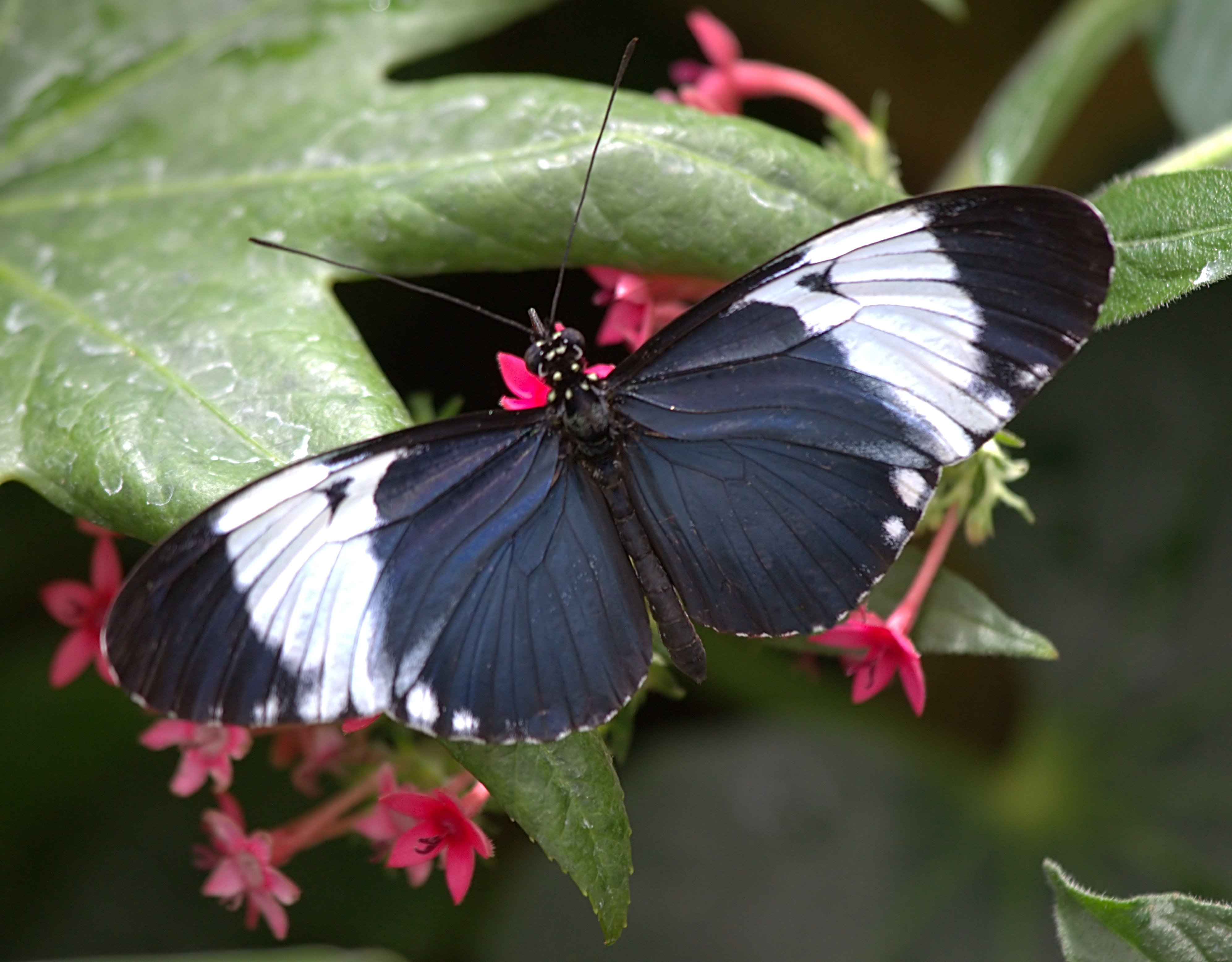
Heliconius cydno

  - Heliconius antiochus antiochus (Linnaeus, 1767)
  - Heliconius antiochus alba Riffarth
  - Heliconius antiochus aranea (Fabricius)
  - Heliconius antiochus salvinii Dewitz
- Heliconius astraea Staudinger, 1897
- Heliconius atthis Doubleday, 1847 Heliconius atthis
- Heliconius beskei Ménétriés, 1857
- Heliconius burneyi (Hübner, 1816)

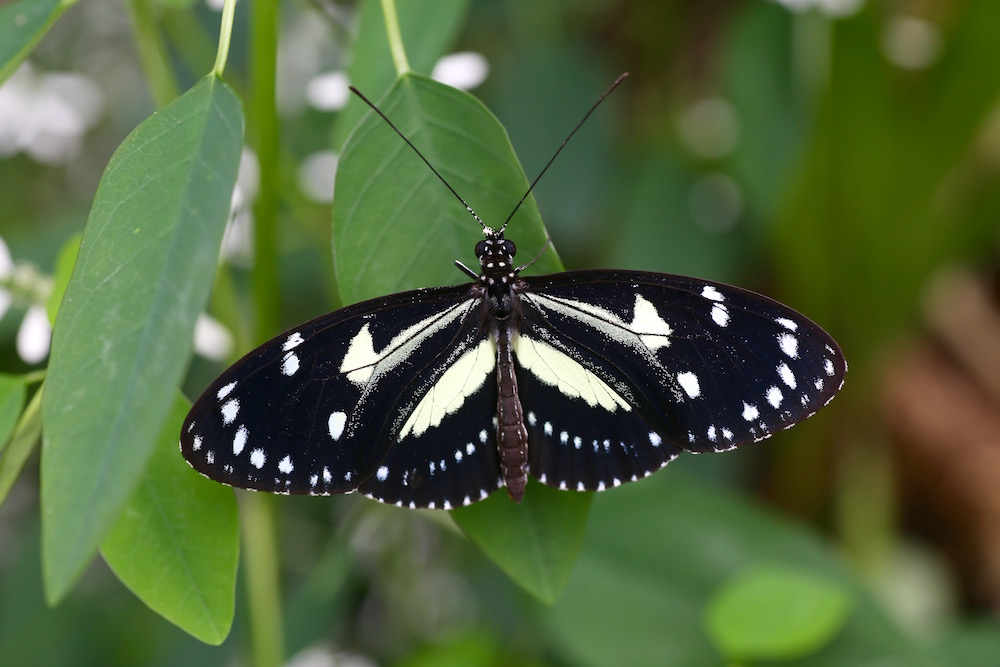
Heliconius atthis

  - Heliconius burneyi burneyi (Hübner, 1816)
  - Heliconius burneyi catharinae Staudinger
  - Heliconius burneyi nuebneri Staudinger
  - Heliconius burneyi lindigii Felder
  - Heliconius burneyi serpensis Kaye
- Heliconius charithonia (Linnaeus, 1767) Heliconius charithonia

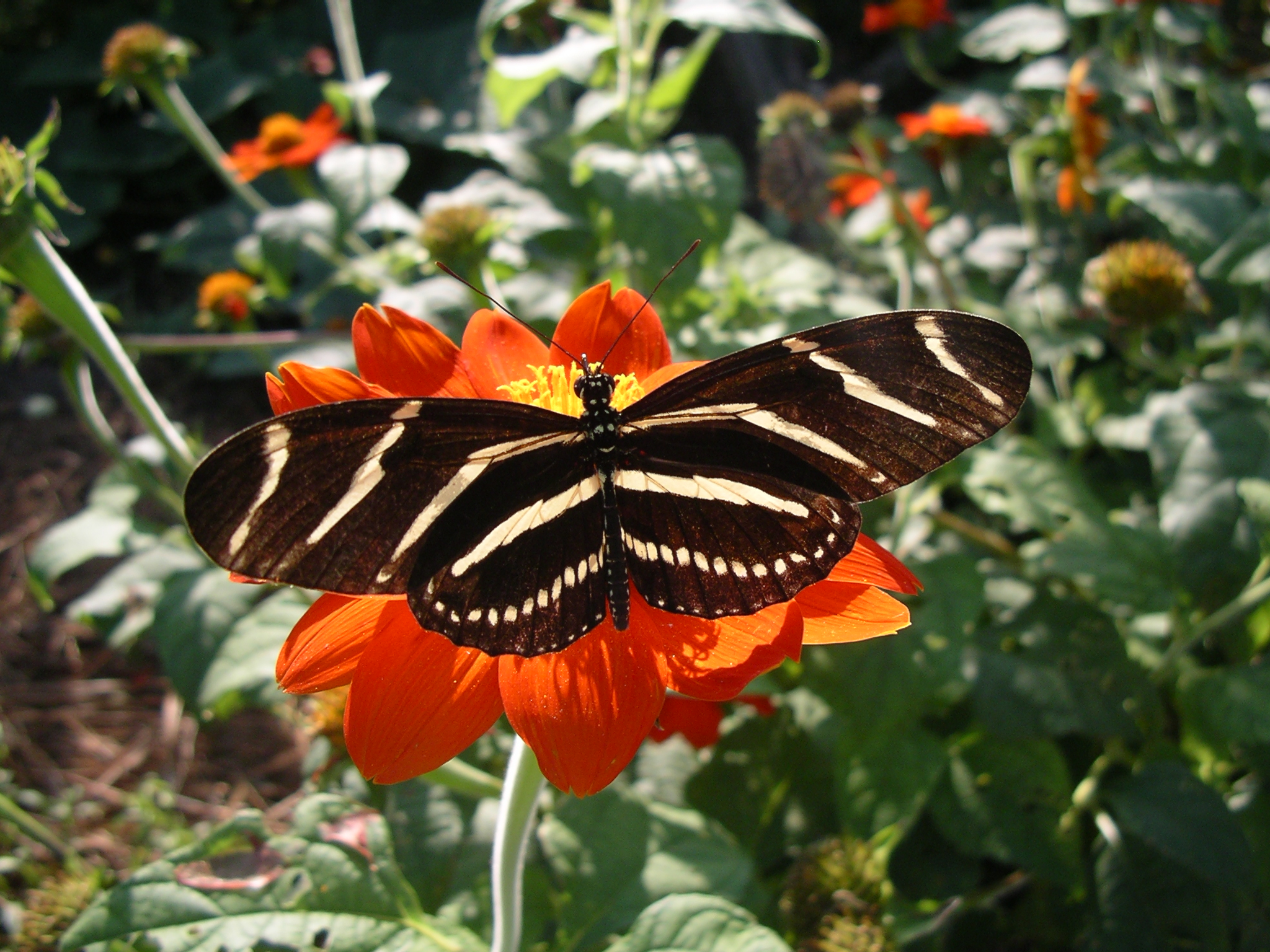
Heliconius charithonia

  -     - Heliconius charithonia punctata Hall
    - Heliconius charithonia simulator Rober
    - Heliconius charithonia tuckeri Comstock & Brown, 1950 Heliconius erato

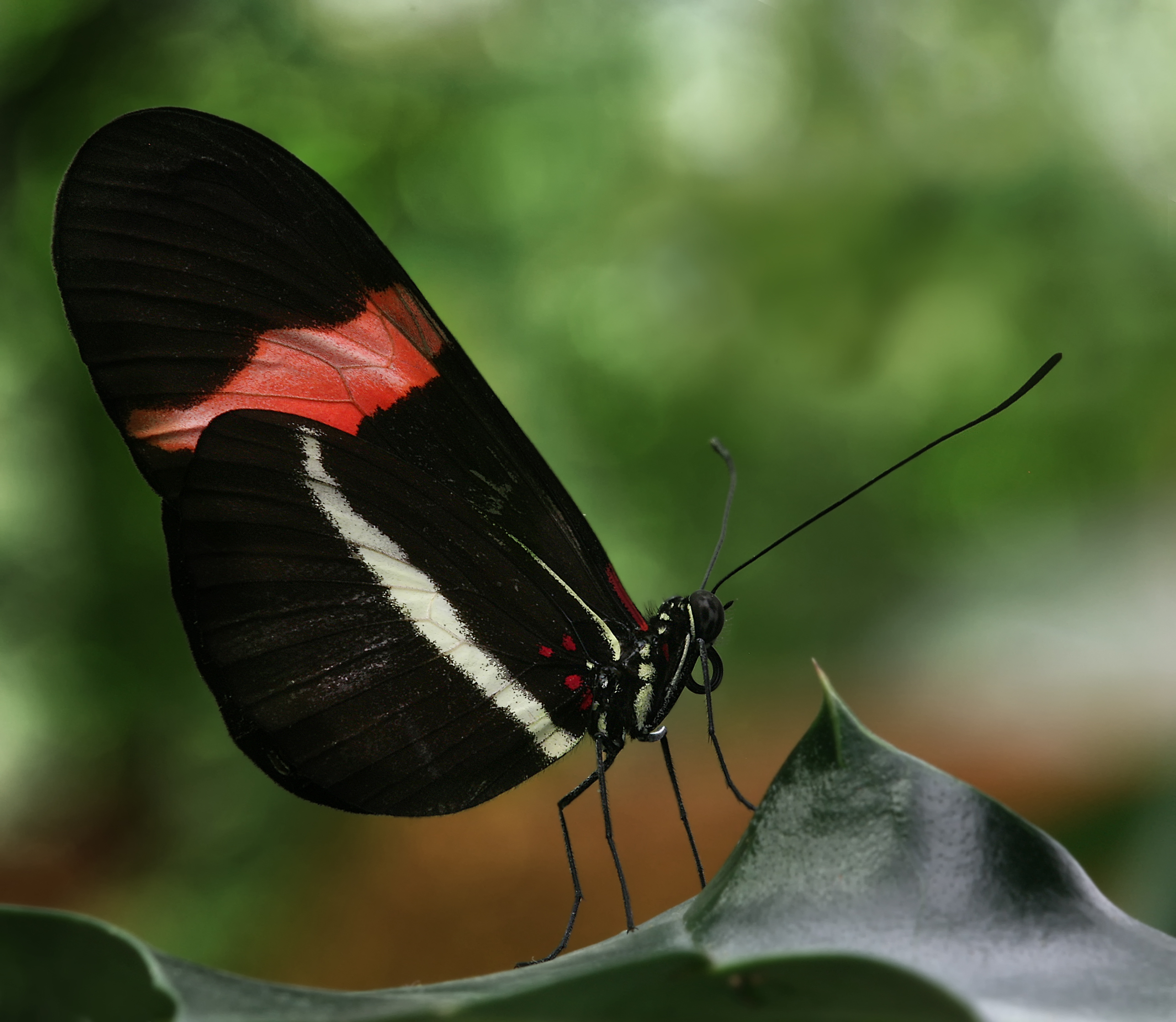
Heliconius erato

    - Heliconius charithonia vasquezae Comstock & Brown, 1950

  - Heliconius clysonymus Latreille, 1817
    - Heliconius clysonymus clysonymus — Latreille, 1817 Heliconius melpomene

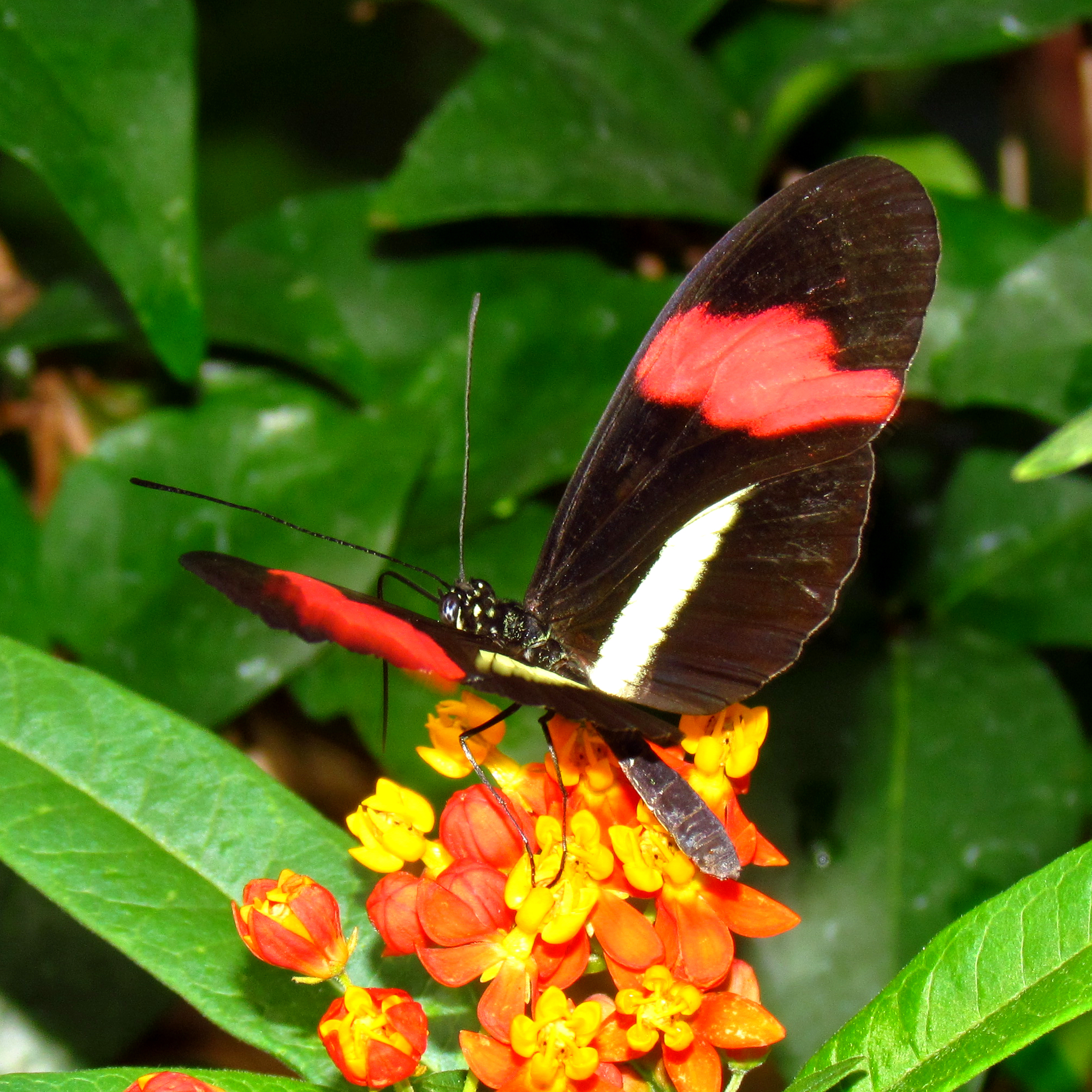
Heliconius melpomene

    - Heliconius clysonymus hygiana Hewitson
    - Heliconius clysonymus montanus Salvin, 1871 -->

  - Heliconius congener Weymer, 1890 Heliconius hecale

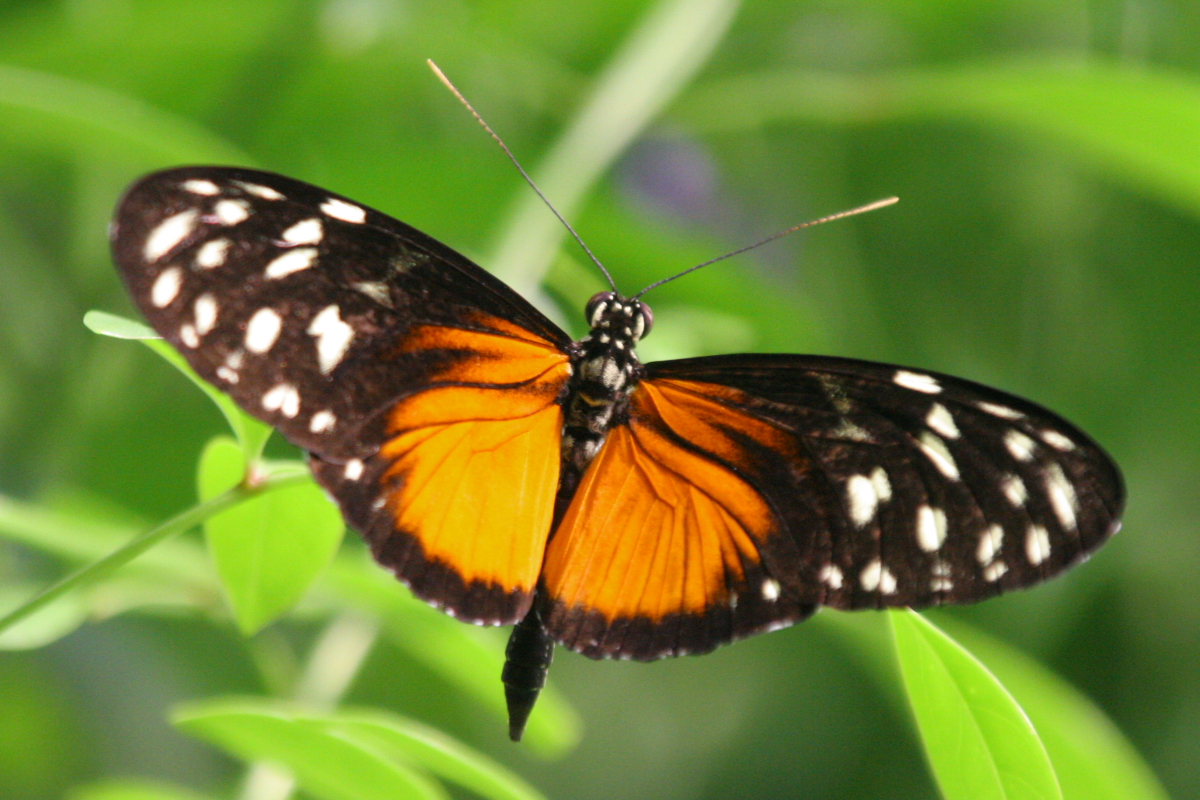
Heliconius hecale

  - Heliconius cydno (Doubleday, 1847)
    - Heliconius cydno cydno Doubleday, 1847
    - Heliconius cydno alithea Hewitson
    - Heliconius cydno chioneus Bates, 1864 Heliconius numata

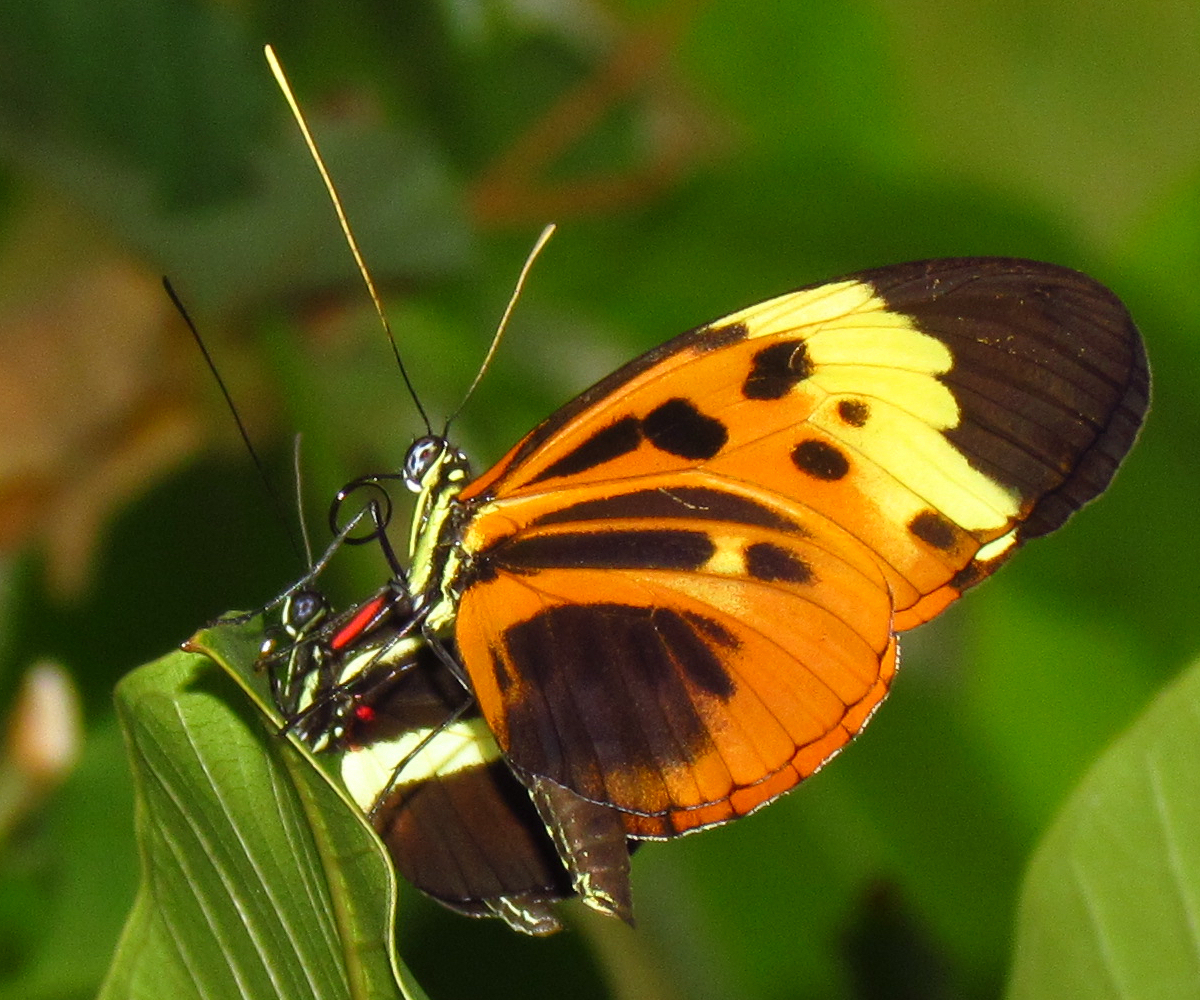
Heliconius numata

    - Heliconius cydno galanthus Bates, 1864
    - Heliconius cydno wernickei Weymer
    - Heliconius cydno weymeri Staudinger Heliconius sara

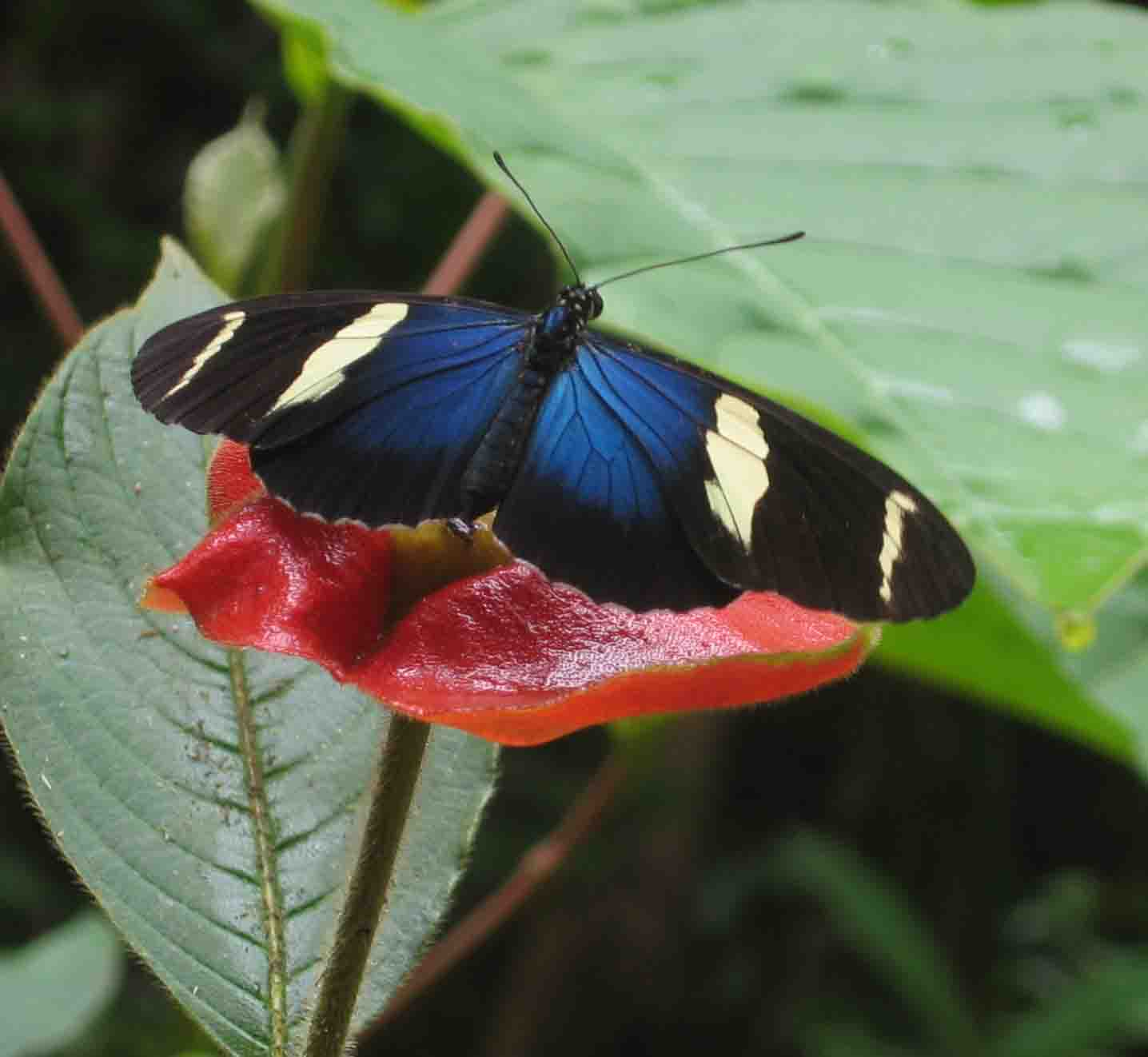
Heliconius sara

    - Heliconius cydno zelinde Butler -->

  - Heliconius demeter Staudinger, 1897
- Heliconius demeter demeter Staudinger
  -     - Heliconius demeter beebei Turner
    - Heliconius demeter bouqueti Nöldner
    - Heliconius demeter eratosignis Joicey & Talbot
    - Heliconius demeter turneri Brown & Benson

  - Heliconius egeria (Cramer, 1775)
    - Heliconius egeria egeria (Cramer, 1775)
    - Heliconius egeria egerides Staudinger
    - Heliconius egeria hylas Weymer
    - Heliconius egeria homogena Bryk -->

  - Heliconius eleuchia Hewitson, 1853
  - Heliconius eleuchia eleuchia Hewitson, 1853
    - Heliconius eleuchia primularis Butler
    - Heliconius eleuchia eleusinus Staudinger

  - Heliconius elevatus Nöldner, 1901
    - Heliconius elevatus elevatus Noldner
    - Heliconius elevatus bari Oberthür
    - Heliconius elevatus schmassmanni Joicey & Talbot
    - Heliconius elevatus perchlora Joicey & Talboe
    - Heliconius elevatus roraima Turner
    - Heliconius elevatus luciana Lichy
    - Heliconius elevatus tumaturnari Kaye
    - Heliconius elevatus pseudocupidineus Neustetter
    - Heliconius elevatus taracuanus Bryk
    - Heliconius elevatus willmotti Neukirchen, 1997 -->

  - Heliconius erato (Linnaeus, 1764)
    - Heliconius erato erato (Linnaeus, 1764)
    - Heliconius erato amalfreda Riffarth, 1901
    - Heliconius erato amphitrite Riffarth, 1901
    - Heliconius erato chestertonii Hewitson, 1872
    - Heliconius erato cyrbia Godart, 1819
    - Heliconius erato dignus Stichel, 1923
    - Heliconius erato estrella Bates, 1862
    - Heliconius erato favorinus Hopffer, 1874
    - Heliconius erato hydara Hewitson, 1867
    - Heliconius erato lativitta Butler, 1877
    - Heliconius erato microclea Kaye, 1907
    - Heliconius erato notabilis Godman & Salvin, 1868
    - Heliconius erato petiverana Doubleday, 1847
    - Heliconius erato phyllis (Fabricius, 1775)
    - Heliconius erato reductimacula Bryk, 1953
    - Heliconius erato venus Staudinger, 1882
    - Heliconius erato venustus Salvin, 1871 -->

  - Heliconius ethilla (Godart, 1819)
    - Heliconius ethilla ethilla (Godart, 1819)
    - Heliconius ethilla adela Neustetter
    - Heliconius ethilla aerotome Felder
    - Heliconius ethilla claudia Godman & Salvin
    - Heliconius ethilla eucoma (Hübner)
    - Heliconius ethilla flavomaculatus Weymer
    - Heliconius ethilla metalilis Butler
    - Heliconius ethilla narcaea (Godart)
    - Heliconius ethilla nebulosa Kaye
    - Heliconius ethilla semiflavidus Weymer
    - Heliconius ethilla thielei Riffarth
    - Heliconius ethilla tyndarus Weymer -->

  - Heliconius hecale (Fabricius, 1775)
    - Heliconius hecale hecale (Fabricius)
    - Heliconius hecale anderida Hewitson
    - Heliconius hecale barcanti Brown & Yeper
    - Heliconius hecale clearei Hall
    - Heliconius hecale ennius Weymer
    - Heliconius hecale fornarina Hewitson, 1853
    - Heliconius hecale ithaca Felder
    - Heliconius hecale latus Riffarth
    - Heliconius hecale melicerta Bates
    - Heliconius hecale nigrofasciatus Weymer
    - Heliconius hecale novatus (Bates)
    - Heliconius hecale quitalena (Hewitson, 1853)
    - Heliconius hecale sisyphus Salvin
    - Heliconius hecale vetustus (Butler)
    - Heliconius hecale zuleika Hewitson, 1854 -->

  - Heliconius hecalesia Hewitson, 1853
    - Heliconius hecalesia hecalesia Hewitson, 1853
    - Heliconius hecalesia eximus Stichel
    - Heliconius hecalesia formosus Bates, 1863 -->

  - Heliconius hecuba (Hewitson, 1858)
    - Heliconius hecuba hecuba (Hewitson, 1858)
    - Heliconius hecuba choarina Hewitson, 1872 -->

  - Heliconius hermathena (Hewitson, 1853)
    - Heliconius hermathena hermathena (Hewitson, 1853)
    - Heliconius hermathena vereatta Stichel -->

  - Heliconius heurippa (Hewitson, 1853)
  - Heliconius hewitsoni Staudinger, 1875
  - Heliconius hierax Hewitson, 1869
  - Heliconius himera Hewitson, 1867
  - Heliconius hortense Guérin, 1844
  - Heliconius ismenius Latreille, 1817
    - Heliconius ismenius ismenius Latreille, 1817
    - Heliconius ismenius telchinia Doubleday, 1847
    - Heliconius ismenius clarescens Butler, 1875
    - Heliconius ismenius occidentalis Neustetter

  - Heliconius ismenius fasciatus Godman & Salvin -->
  - Heliconius lalitae Brévignon, 1996
  - Heliconius leucadia (Bates, 1862) — Leucadia Longwing
    - Heliconius leucadia leucadia (Bates)
    - Heliconius leucadia pseudorhea Staudinger, 1896 -->

  - Heliconius melpomene (Linnaeus, 1758) Postman
  - Heliconius nattereri Felder, 1865 — Natterer’s Longwing
  - Heliconius numata (Cramer, 1780)
    - Heliconius numata numata (Cramer)
    - Heliconius numata aristiona Hewitson, 1853
    - Heliconius numata ethra (Hübner, 1831)
    - Heliconius numata silvana (Cramer)
    - Heliconius numata superioris Butler
    - Heliconius numata peeblesi Joicey
    - Heliconius numata talboti Joicey & Kaye
    - Heliconius numata messene Felder
    - Heliconius numata euphone Felder
    - Heliconius numata zobrysi Fruhstorfer -->

  - Heliconius pachinus Salvin, 1871
  - Heliconius pardalinus (Bates, 1862)
    - Heliconius pardalinus pardalinus (Bates)
    - Heliconius pardalinus butleri Brown, 1975 -->

  - Heliconius peruvianus Felder
  - Heliconius ricini (Linnaeus, 1758)
  - Heliconius sapho (Drury, 1782) — Sapho Longwing
    - Heliconius sapho sapho (Drury, 1782)
    - Heliconius sapho leuce Doubleday, 1847 -->

  - Heliconius sara (Fabricius, 1793) — Sara Longwing
    - Heliconius sara sara (Fabricius, 1793)
    - Heliconius sara brevimaculata Staudinger
    - Heliconius sara fulgidus Stichel, 1906
    - Heliconius sara theudela Hewitson, 1874
    - Heliconius sara apseudes (Hübner, 1806)
    - Heliconius sara sprucei Bates, 1864
    - Heliconius sara veraepacis Stichel -->

  - Heliconius sergestus (Weymer, 1894)
  - Heliconius telesiphe Doubleday, 1847
    - Heliconius telesiphe telesiphe Doubleday, 1847
    - Heliconius telesiphe sotericus (Salvin)
    - Heliconius telesiphe nivea Kaye -->

  - Heliconius timareta (Hewitson, 1867)
  - Heliconius tristero Brower, 1996
  - Heliconius wallacei Reakirt, 1866
    - Heliconius wallacei wallacei Reakirt, 1866
    - Heliconius wallacei flavescens Weymer
    - Heliconius wallacei kayi Neustetter -->

  - Heliconius xanthocles Bates, 1862
    - Heliconius xanthocles xanthocles Bates, 1862
    - Heliconius xanthocles melete C. & R. Felder
    - Heliconius xanthocles mellitus Staudinger
    - Heliconius xanthocles melior Staudinger -->